# Telecomunicações de Rondônia
Telecomunicações de Rondônia S/A (TELERON) foi a empresa operadora de telefonia do sistema Telebras no estado de Rondônia antes do processo de privatização em julho de 1998.

## História
Permaneceu em atividade de 1960 até o processo de privatização em 1998. Após esse processo as operações de telefonia fixa foram absorvidas pela Brasil Telecom (atual Oi).